# Jablonskia congesta
Jablonskia congesta är en emblikaväxtart som först beskrevs av George Bentham och Johannes Müller Argoviensis, och fick sitt nu gällande namn av Grady Linder Webster. Jablonskia congesta ingår i släktet Jablonskia och familjen emblikaväxter. Inga underarter finns listade i Catalogue of Life.